# ريكاردو بيرنا
ريكاردو بيرنا (بالبرتغالية: Ricardo Berna‏) هو لاعب كرة قدم برازيلي في مركز حراسة المرمى، ولد في 11 يونيو 1979 في ساو باولو في البرازيل. لعب مع بورتوغيزا سانتيستا وجمعية بورتوغيزا الرياضية وفيغالتا سنداي ونادي أمريكا ونادي غواراني ونادي فلومينينسي ونادي فورتاليزا ونادي ناوتيكو.

## وصلات خارجية
- ريكاردو بيرنا على موقع قاعدة بيانات كرة القدم.إي يو (الإنجليزية)
- ريكاردو بيرنا على موقع Soccerway.com (الإنجليزية)